# AERIS
AERIS는 이이즈카 마유미의 4번째 음반이다. 2000년 8월 23일, 파이오니아LDC에서 발매.

## 해설
- 이이즈카 마유미의 4번째 앨범, 미니앨범을 포함하면 5번째.
- 초회한정판에는 이이즈카 마유미의 메시지 카드가 포함되어 있다.
- 수록곡「My wish」는 맥시 싱글로서 선행 발매되었다.
- 「My happy day」의 작사는 이이즈카 마유미를 포함한 3명의 합작, 「LET'S!!」의 작사는 이이즈카 마유미가 맡았다. 작곡, 편곡 및 다른 곡의 작사는 다른 사람이 맡았다.

## 수록곡
괄호 안은 차례대로 작사, 작곡, 편곡.
1. introduction for you
2. My happy day（이이즈카 마유미・무로우 아유미・TOMBOW, 하세가와 토모키, 하세가와 토모키）
3. 착한 약속 ～TO MY FRIEND～/優しい約束 ～TO MY FRIEND～（카노 카오리, 하세가와 토모키, 하세가와 토모키）
4. My wish（cota, cota, 하야시 유조）
5. Pastel（LINDEN, 마츠오카 모토키, 마츠오카 모토키）
6. 외로운 밤/ひとりの夜（cota, 오츠 미키, 오츠 미키）
7. Steal on Sunday（오츠 미키, 오츠 미키, CHiBUN）
8. 동경/あこがれ（오츠 미키, 오츠 미키, CHiBUN）
9. LET'S!!（이이즈카 마유미, 하세가와 토모키, 하세가와 토모키）
10. 당신이 태어난 날/あなたが生まれた日（카노 카오리, 카노 카오리, 하세가와 토모키）
11. For you（무로우 아유미, 하세가와 토모키, 하세가와 토모키）